# Comando de Fuerzas Especiales

Siegel der Comando de Fuerzas Especiales

Das Comando de Fuerzas Especiales ist eine Spezialeinheit der Fuerza Aérea de la República Dominicana.
Eine Fallschirmjägerkompanie wurde am 1. Oktober 1959, mit der Veröffentlichung im Gaceta Oficial, dem Dominikanischen Amtsblatt, offiziell gegründet und im Januar 1960 im Centro de Enseñanzas de las Fuerzas Armadas aktiviert. Am 7. August 1963 wurde aus der 1. und 2. Fallschirmjägerkompanie die Fuerzas Especiales in der Base Aérea de San Isidro, San Isidro, Santo Domingo Este gegründet. Am 20. Mai 1984 wurde die Spezialeinheit unabhängig von den Fallschirmjägereinheiten und bildete fort an ein eigenes Kommando.
Die Einheit besteht zurzeit aus vier Einsatzkompanien. Daneben gibt es noch eine Stabskompanie die für die Wartung und Sicherheit innerhalb der Einheit verantwortlich ist. Aktuelle Kommandeur ist Coronel Paracaidista Julio Manuel Arias Durán.
In Friedenszeiten ist der Auftrag mit anderen Stellen zu kooperieren, um die soziale, wirtschaftliche und ökologische Entwicklung zu unterstützen. Auch soll die Einheit mit dem Secretaría de Estado de Interior und der Polizei zusammenarbeiten, um Ordnung und Frieden zu erhalten. In Krisenzeiten soll die Einheit die Souveränität und Unabhängigkeit des Landes bewahren.